# Jack Coleman
Jack Coleman (Easton, Pennsylvania, 1958. február 21. –) amerikai  színész és forgatókönyvíró. Legismertebb szerepe Al Corley helyettesítése volt Steven Carrington szerepében még a nyolcvanas években a Dinasztia című szappanoperában.

## Pályafutása
Első jelentősebb szerepét 1981-82-ben az Ármány és szenvedély (Days of Our Lives) szappanoperában játszotta Jake Kositchekként.
1982-ben került a Dinasztia című szappanoperába, ahol az egyik első képernyőn megjelenő meleg karaktert játszotta Steven Carrington személyében. Hat évvel később egy színdarab kedvéért hagyta ott a sorozatot. 1992-ben bekerült a Nightmare Cafe sorozatba, majd 2004-ben a Kingdom Hospitalba. Vendégként Játszott a Miami helyszínelőkben, a Kés/Alattban a Nyomtalanulban, a Törtetőkben.  
Játszott a Cow Bellesben is, majd a Stand-up Tragedyvel jelölték, a Bouncerrel pedig elnyerte a Los Angeles Drama Critics Circle Awardot. Ő írta a Studio City és a Can't Help Falling forgatókönyvét. Jelenleg is képernyőn van a Hősök sorozatban.

## Személyes információk
Coleman 188 centiméter magas, felesége 1996 óta Beth Toussaint, lányuk Tess.
Hatodik generációs leszármazottja Benjamin Franklinnek.  Hat idősebb testvére van.  A Duke Universityre járt, ott döntött a színészkedés mint hivatás mellett. 1980-as diplomázását követően a National Theater Instituteban tanult.